# Конніот-Лейкшор (Пенсільванія)
Конніот-Лейкшор (англ. Conneaut Lakeshore) — переписна місцевість (CDP) в США, в окрузі Кроуфорд штату Пенсільванія. Населення — 2307 осіб (2020).

## Географія
Конніот-Лейкшор розташований за координатами 41°37′11″ пн. ш. 80°18′39″ зх. д. / 41.61972° пн. ш. 80.31083° зх. д. (41.619624, -80.310734).  За даними Бюро перепису населення США в 2010 році переписна місцевість мала площу 17,28 км², з яких 13,43 км² — суходіл та 3,85 км² — водойми.

## Демографія
Згідно з переписом 2010 року, у переписній місцевості мешкало 2395 осіб у 1149 домогосподарствах у складі 678 родин. Густота населення становила 139 осіб/км².  Було 2525 помешкань (146/км²).
Расовий склад населення:
| - 98,0 % — білих - 0,5 % — чорних або афроамериканців - 0,3 % — азіатів - 0,1 % — вихідців з тихоокеанських островів - 0,1 % — корінних американців |

До двох чи більше рас належало 0,8 %. Частка іспаномовних становила 0,9 % від усіх жителів.
За віковим діапазоном населення розподілялося таким чином: 17,3 % — особи молодші 18 років, 59,5 % — особи у віці 18—64 років, 23,2 % — особи у віці 65 років та старші. Медіана віку мешканця становила 50,8 року. На 100 осіб жіночої статі у переписній місцевості припадало 94,7 чоловіків;  на 100 жінок у віці від 18 років та старших — 95,7 чоловіків також старших 18 років.
Середній дохід на одне домашнє господарство  становив 63 192 долари США (медіана — 44 625), а середній дохід на одну сім'ю — 78 435 доларів (медіана — 63 276). Медіана доходів становила 51 507 доларів для чоловіків та 32 225 доларів для жінок. За межею бідності перебувало 8,2 % осіб, у тому числі 3,1 % дітей у віці до 18 років та 11,0 % осіб у віці 65 років та старших.
Цивільне працевлаштоване населення становило 1176 осіб. Основні галузі зайнятості: освіта, охорона здоров'я та соціальна допомога — 22,1 %, роздрібна торгівля — 19,0 %, мистецтво, розваги та відпочинок — 13,2 %, виробництво — 11,3 %.